# João de Castro (Vizekönig)

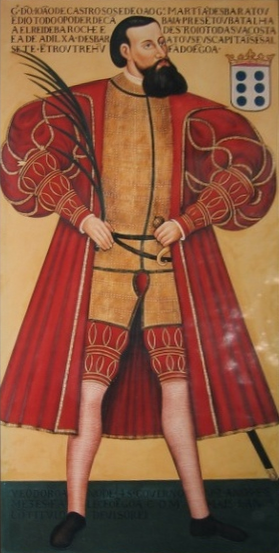
João de Castro

João de Castro (* 27. Februar 1500 in Lissabon; † 6. Juni 1548 in Goa) war ein portugiesischer Seefahrer und Kolonialverwalter zur Zeit der Könige Manuel I. († 1521) und Johann III. († 1557). Im Jahr 1545 wurde Castro zum Gouverneur von Portugiesisch-Indien  und 1547 zum Vizekönig ernannt.

## Werdegang
Die Eltern von João de Castro waren Álvaro de Castro, Zivilgouverneur von Lissabon, und dessen Gemahlin Leonor de Noronha, Tochter vom Grafen von Abrantes. Bei Pedro Nunes studierte João de Castro Mathematik und Astronomie.
Von 1518 bis 1527 diente Castro in Tanger unter Gouverneur Duarte de Meneses. Zurück in Lissabon freundete er sich am königlichen Hof mit Luis, dem zweiten Sohn König Manuels I. an und heiratete Leonor Coutinho. 1535 begleitete Castro sich am Tunisfeldzug von Kaiser Karl V., der von Portugals König Johann III. unterstützt wurde. Danach lebte Castro zunächst in der Quinta da Fonte d'El-Rei in Sintra.
1538 reiste Castro zusammen mit seinem Schwager Garcia de Noronha, dem dritten Vizekönig von Portugiesisch-Indien, nach Indien und half bei der Abwehr der Osmanen bei der Belagerung von Diu im selben Jahr. Castro war einer der Männer unter dem Kommando von Estêvão da Gama, die am 31. Dezember 1540 Goa verließen, um das Rote Meer zu durchqueren, um Sues anzugreifen. Am 9. Juli 1541 kehrte die Expedition nach Goa zurück.
1543 ging Castro nach Lissabon zurück. 1545 wurde er selbst zum Gouverneur von Portugiesisch-Indien ernannt und führte eine portugiesische Flotte zur erneuten Verteidigung Dius gegen das Sultanat von Gujarat. Für die gelungene Verteidigung erhob König Johann III. in einem Schreiben vom 13. Oktober 1547 Castro zum vierten Vizekönig von Portugiesisch-Indien. Castro verstarb wenige Monate später in den Armen des Missionars Franz Xaver. Der Vizekönig wurde zunächst in Goa beerdigt. Später wurde sein Leichnam exhumiert und die sterblichen Überreste nach Portugal gebracht, wo sie im Konvent von Benfica ihre letzte Ruhe fanden.
Seine Briefe aus Ostindien an König von Portugal sind in der Bibliothek zu Lissabon aufbewahrt.

## Sonstiges
João de Castro stellte auf seinen Schiffsreisen als Erster fest, dass Eisenobjekte an Bord für Abweichungen bei der Kompassanzeige sorgten. Castro verfasste drei Lotsenbücher (Roteiros), die das Wissen über Navigation verbesserten. Die Bücher mit den wissenschaftlichen Beobachtungen wurden in Paris (1833) sowie in Porto (1843) und Lissabon (1882) veröffentlicht.
Er wurde Namensgeber der Dom-João-de-Castro-Bank, einer Untiefe zwischen den Azoreninseln São Miguel und Terceira, des Mount Castro in der Antarktis sowie des Vermessungsschiffes Dom João de Castro.